# Edison (Washington)
Edison és una concentració de població designada pel cens dels Estats Units a l'estat de Washington. Segons el cens del 2000 tenia 133 habitants.

## Demografia
Segons el cens del 2000, Edison tenia 133 habitants, 52 habitatges, i 35 famílies. La densitat de població era de 88,5 habitants per km².
Dels 52 habitatges en un 34,6% hi vivien nens de menys de 18 anys, en un 59,6% hi vivien parelles casades, en un 7,7% dones solteres, i en un 30,8% no eren unitats familiars. En el 21,2% dels habitatges hi vivien persones soles el 3,8% de les quals corresponia a persones de 65 anys o més que vivien soles. El nombre mitjà de persones vivint en cada habitatge era de 2,56 i el nombre mitjà de persones que vivien en cada família era de 3,03.
Per edats la població es repartia de la següent manera: un 24,8% tenia menys de 18 anys, un 4,5% entre 18 i 24, un 23,3% entre 25 i 44, un 39,1% de 45 a 60 i un 8,3% 65 anys o més.
L'edat mediana era de 43 anys. Per cada 100 dones de 18 o més anys hi havia 122,2 homes.
La renda mediana per habitatge era de 46.607 $ i la renda mediana per família de 50.982 $. Els homes tenien una renda mediana de 40.000 $ mentre que les dones 21.719 $. La renda per capita de la població era de 18.547 $. Cap de les famílies estaven per davall del llindar de pobresa.

## Poblacions més properes
El següent diagrama mostra les poblacions més properes.